# بوزملا (آيت ازدك السفلى)
بوزملا هو دُوَّار يقع بجماعة آيت إزدك، إقليم ميدلت، جهة درعة تافيلالت في المملكة المغربية. ينتمي الدوّار لمشيخة آيت ازدك السفلى التي تضم 7 دواوير. يقدر عدد سكانه بـ 683 نسمة حسب الإحصاء الرسمي للسكان والسكنى لسنة 2004.

## روابط خارجية
- البوابة الوطنية للجماعات الترابية نسخة محفوظة 12 مارس 2018 على موقع واي باك مشين.
- المندوبية السامية للتخطيط